# رابرت ساوتی
رابرت ساوتی (انگلیسی: Robert Southey; ۱۲ اوت ۱۷۷۴ – ۲۱ مارس ۱۸۴۳) شاعر، تاریخ‌نگار، زندگی‌نامه‌نویس و مقاله‌نویس اهل بریتانیایی بود.